# Guerra civil de Laos
La guerra civil laosiana fue un conflicto armado que se dio en ese país del sureste de Asia desde fines de la década de 1950 y hasta 1975, enfrentándose los guerrilleros comunistas del Pathet Lao, encabezados por el príncipe Souphanouvong, contra el Reino de Laos cuyo jefe de Estado era el príncipe Souvanna Phouma, pues la forma de gobierno en ese entonces era la monarquía constitucional.
Laos se convirtió en teatro de operaciones para otros beligerantes durante la guerra de Vietnam (1954-1975). Los Acuerdos de Ginebra de 1954 proclamaron su independencia de Francia en ese año, pero con el paso de los años se formó una rivalidad entre los centristas encabezados por Souvanna, los derechistas dirigidos por el príncipe Boun Oum de Champassak y los izquierdistas del Pathet Lao comandados por Souphanouvong y Kaysone Phomvihane, futuro primer ministro. Durante este periodo, un número incesante de atentados hicieron viable una coalición de gobiernos y la tri-coalición oficial se formó en la capital Vientián. 
La contienda incluyó la participación de las Fuerzas Armadas de Vietnam del Norte, Estados Unidos, Tailandia y Vietnam del Sur. Los norvietnamitas usaron la Ruta Ho Chi Minh (también conocida como el Sendero de Ho Chi Minh), como camino de abastecimiento para que la guerrilla marxista del Vietcong lanzara su ofensiva en Vietnam del Sur; el Pathet Lao y Vietnam del Norte emergieron victoriosos en 1975 como parte de la victoria del comunismo en Indochina, en ese mismo año.
Laos fue el país más bombardeado del planeta. En total, EE. UU. lanzó dos millones de toneladas de explosivos sobre Laos, entre ellos 270 millones de bombas de racimo, contenedores de unas 670 minas antipersona cada una. Se calcula que 80 millones de submuniciones no explotaron pero siguen activas. Al menos 50.000 civiles murieron durante la guerra como consecuencia de los bombardeos aéreos y otros 20.000 han muerto o quedaron mutilados desde el final de la guerra, a causa de las bombas sin explotar.

## Contexto general
El Reino de Laos, antiguamente una potencia en el S.E. de Asia, hacia fines del siglo XVIII había colapsado y dividido en tres reinos; permaneció de esta forma hasta la llegada de los franceses en 1893, quienes lo convirtieron en un protectorado francés (por entonces también establecidos en Vietnam). En 1950, Francia accedio a otorgar la independencia a Laos, más nominal que real. La situación en la región cambió tras la derrota de los franceses en Vietnam, en la batalla de Die Bien Phu (mayo de 1954), tras la cual tuvo lugar la retirada de las tropas francesas de Vietnam. Posteriormente, en el marco de la Conferencia de Ginebra (1954), se decidió la división de Vietnam en dos (el Sur, con gobierno pro-occidental, y el Norte, controlado por la guerrilla comunista del Viet Minh). En cuanto a Laos, se mantuvo el gobierno real, se estableció su neutralidad, y la llegada de una comisión de control internacional (I.C.C. por sus siglas en inglés). Por entonces, dos provincias del norte de Laos (Phong Saly y Sam Neua) estaban en manos de la guerrilla local, el Pathet Lao, una fuerza pro-Vietnam del Norte.
Según Massot, V. (2015) ya en tiempos de la presidencia de Dwight Eisenhower, en EE. UU. se creía que Laos era el país clave para el control de esa parte del mundo; a inicios de 1950, el National Security Council (NSC) alertaba de los planes comunistas para dominar el Sudeste de Asia. Eisenhower, en su último día en la Casa Blanca, advirtio a su sucesor, John F. Kennedy, flanqueado este último por quienes serían su Secretario de Estado, Dean Rusk, y su Secretario de Defensa, Robert Mc Namara, que Laos hacía de país llave para la región y que si se permitía su caída en manos comunistas, pronto ocurriria lo mismo con Vietnam del Sur, Tailandia y Camboya. Esto muestra a las claras la Teoría de Dominó, clave de la estrategia norteamericana en la vieja Indochina. 
Los Acuerdos de Ginebra de 1962 establecieron la neutralidad laosiana y la prohibieron a las potencias (EE. UU., China, URSS) intervenir en Laos, con excepción de Francia que si pudo mantener asesores. Sin embargo, las tropas norvietnamitas infiltradas continuaron sus operaciones en Vietnam del Sur, estableciendo el Sendero de Ho Chi Minh en el vecino territorio de Laos, en colaboración con la guerrilla local. Dicho camino serviria posteriormente para apoyar al Ejército de Vietnam del Norte y el Vietcong en sus ofensivas dentro de Vietnam del Sur.

## Armamento y estrategias de ambos bandos
A lo largo del conflicto, la guerrilla comunista recibió el apoyo de Vietnam del Norte, China y la Unión Soviética que les enviaban armas como los fusiles de asalto soviéticos AK-47, AKM y Tipo 56 chino (copia oriental del AK-47), todos ellos de calibre 7,62 x 39 mm, la carabina semiautomática SKS y ametralladoras ligeras RPK del mismo calibre, ametralladoras PKM de calibre 7,62 x 54 R; bazucas RPG-7 y varias minas antipersonales. Tuvieron asesoría del Ejército Popular de Liberación (EPL) de China. En contraste, Estados Unidos envió los fusiles de asalto M16 estadounidense de 5,56 x 45 mm y las ametralladoras M2, al gobierno de Souvanna Phouma, para combatir contra los comunistas.
La mayor y más importante organización que llevaba el peso de la logística norvietnamita en su lucha en Vietnam del Sur, era el Grupo de Transporte 559 (su nombre refería a su activación en mayo de 1959). Esta unidad operaba en Vietnam y en Laos, operando sobre la Ruta Ho Chi Minh. Hacia 1960, con el endurecimiento de las acciones en Vietnam del Sur, el Grupo 559 se centró en infiltrarse en Laos, operando sobre la Ruta Ho Chi Minh y construyendo refugios; posteriormente construyendo y mejorando los caminos para emplear camiones. El clima del sudeste de Laos impidió los esfuerzos de dicho grupo ya que cada año, entre mayo y septiembre, con el monzón llegaba la lluvia torrencial, que convertía los caminos en barro, impedía el tránsito a pie y en vehículo, y a su vez desbordaba ríos, inundando áreas bajas. Solo entre los meses de noviembre y abril la guerrilla del Pathet Lao (y sus aliados) podían operar con normalidad. Esta lógica se repetiría a lo largo de la guerra, y en ese contexto, se realizarían extensas campañas aéreas por parte de la Aviación de EE. UU y del gobierno de Laos.
El Ejército Real de Laos (o Royal Lao Army en inglés, comúnmente abreviado RLA) era sujeto a las mismas consideraciones que caben a su par survietnamita, el ERVN: carecían tanto de la legitimidad (sus mandos provenían de los tiempos de la colonia francesa) como de las energías para un liderazgo efectivo. Estados Unidos advirtió esa situación interna de Laos, así como la amenaza creciente de la guerrilla comunista del Pathet Lao, y el riesgo de motines dentro del propio RLA, como el que realizaría del Capitán Kong Lee en Vientián en 1960. De modo que para Estados Unidos era necesario intervenir; sin embargo, al no poder hacerlo abiertamente, decidió hacerlo de un modo ‘’secreto’’. La solución fue hallar dentro de la población local quienes estuvieran dispuestos a luchar contra el enemigo. Los Hmong, mayormente anticomunistas, oriundos de la provincia de Yunnan en el sudeste de China, sumaban unos 500 mil en Laos por aquel entonces, y con muchos de ellos se formó una fuerza que combatiría a fuerzas de Vietnam del Norte y la guerrilla local, hasta 1973. Evolucionaría de ser una guerrilla pequeña que empleaba tácticas de ‘’golpear y escapar’’ (‘’hit and run’’, en inglés), a luchar convencionalmente dividida en regimientos. Del entrenamiento y equipamiento de dicha fuerza se encargó la Agencia Central de Inteligencia (CIA), que en forma encubierta, formó una fuerza mercenaria de 30 mil laosianos; a su vez entrenó y equipó el Real Ejército de Laos comandado por el General Vang Pao. Contó con el apoyo de la aerolínea propiedad de la CIA Air America, el apoyo de Tailandia y la recientemente creada Real Fuerza Aérea de Laos.

## Cronología de la guerra

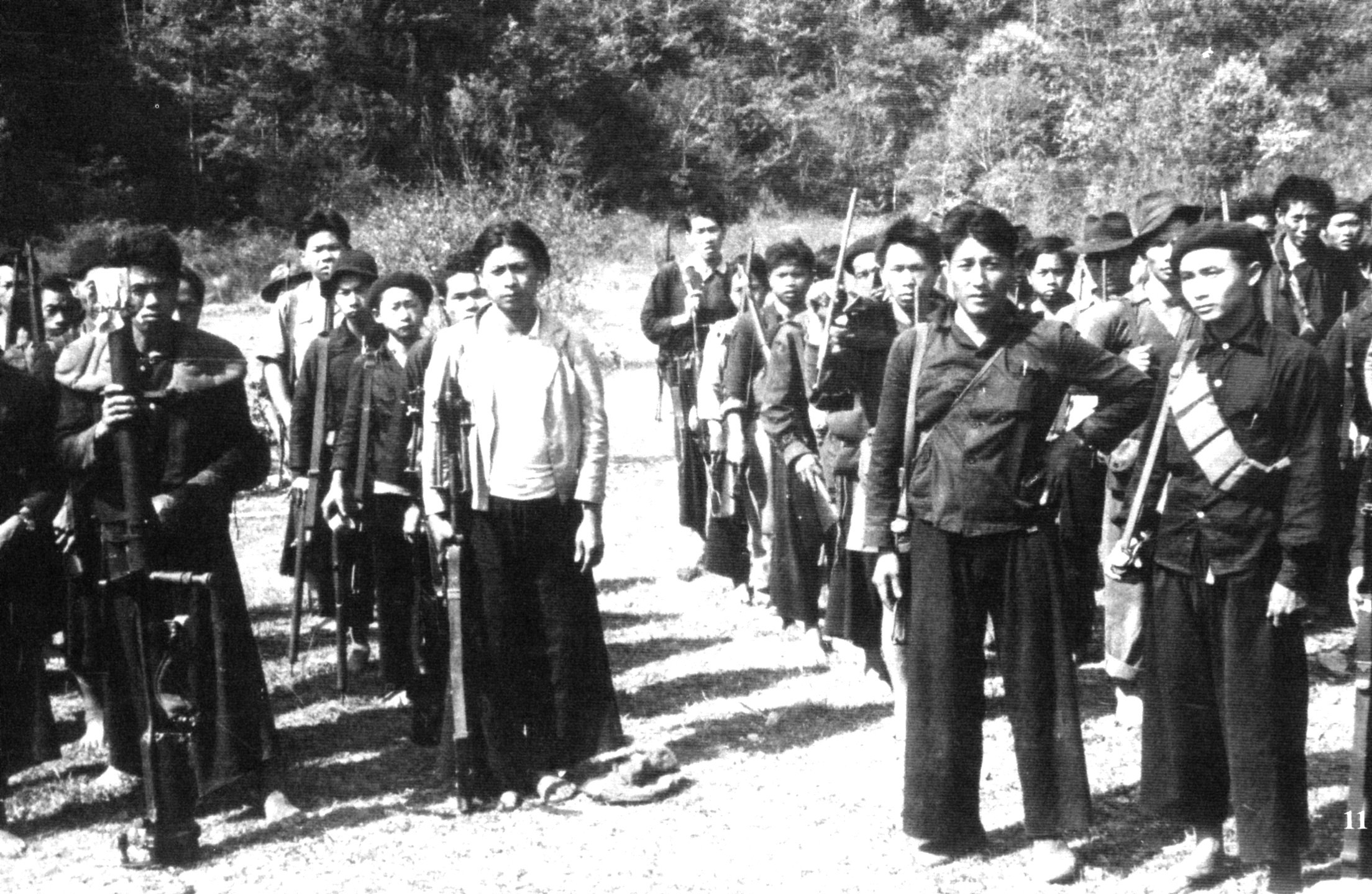
Combatientes hmongs de la guerra entre 1954 y 1975.

Entre 1955 y 1960, el esfuerzo de la CIA en Laos, operando encubiertamente, se baso en hallar dentro de la política tradicional laosiana, aquellos elementos que sirvieran para fomentar una modernización del país. Sin embargo, tras el golpe de 1960 sus esfuerzos se centraron en tan solo evitar la caída del país.
El 9 de agosto de 1960 el capitán Kong Lee y su batallón, neutralistas, una de las mejores unidades del ejército, tomaron el control de la capital administrativa Vientián. Por entonces el primer ministro Tiao Samsanith (pro-occidental), funcionarios y líderes militares estaban en la capital real de Luang Prabang. Inmediatamente, el Gobierno tailandés impuso un embargo a Vientián y el secretario de Estado estadounidense Christian Verter dijo que su país apoyaba al Gobierno legítimo bajo la dirección del rey. Las fuerzas centristas en Vientián reaccionaron organizando el Comité Ejecutivo del Alto Mando de la Revolución como Gobierno interino. Por su parte, el General Phoumi Nosavan, estableció  para el día siguiente (10 de agosto) poder reconquistar la capital administrativa. El embajador de Estados Unidos en Laos, Winthrop G. Brown, respondió al general Phoumi que su país respaldaría el restablecimiento de la paz. 

### 1964: Operación Barrel Roll
En mayo de 1964, la Fuerza Aérea de los Estados Unidos (USAF) hizo misiones de vuelos de reconocimiento sobre Laos para obtener información sobre los efectivos y el material bélico que se transportaba a Vietnam del Sur a través del Sendero de Ho Chi Minh. Para ese año, el trayecto se hacía a pie en ese camino y fue la mejor arteria para introducir armas y hombres a Laos, Camboya y Vietnam del Sur por parte de Vietnam del Norte. En la primavera, la guerrilla y el ejército norvietnamita atacaron al Real Ejército de Laos en al ‘Páramo de las tinajas’ al norte del país. El día 9 de junio, el presidente de Estados Unidos Lyndon B. Johnson autorizó emplear los aviones F-100 para bombardear al enemigo. La lucha en esa llanura se prolongó hasta diciembre del mismo año, siendo la operación aérea llamada Operación Barrel Roll; los ataques aéreos se hacían bajo el control del embajador estadounidense en Laos, quien dirigía las misiones. Barrel Roll se extendería por varios años, hasta 1973.

### 1965: Operaciones Steel Tiger y Tiger Hound
La Operación Tigre de Acero (Steel Tiger) cubrió todas las acciones laosianas y la zona desmilitarizada el 3 de abril de 1965, para así destruir a las fuerzas enemigas y su material que era trasladado por la noche hacia Vietnam del Sur. Los embajadores estadounidenses en Laos, Tailandia y Vietnam del Sur se vieron envueltos en el control de las operaciones aéreas; los rebeldes incrementaron su infiltración a lo largo del Sendero de Ho Chi Minh y se decidió bombardear ese camino, por lo que en la Operación Tigre Perseguido (Tiger Hound), iniciada en diciembre del mismo año, la Fuerza Aérea, la Marina e Infantería de Marina estadounidenses, junto con las Fuerzas Aéreas laosiana y survietnamita atacaron esa zona con aviones B-52.

### 1966
La Operación Tigre de Acero continuó a lo largo de 1966, con especial intensidad en el área de la operación Tigre Perseguido. Como mucho del tráfico comunista se hacía de noche, la Fuerza Aérea de EE. UU. usó tecnología especial para detectar el movimiento. En julio, las fuerzas del gobierno real colocaron tres regimientos de infantería, uno independiente de esa rama del ejército y un batallón de artillería, estableciendo como línea defensiva la línea norte de Luang Prabang. En la llanura de Jars, el Pathet Lao avanzó gradualmente con la destrucción del poder aéreo y las tropas gubernamentales que atacaban a los guerrilleros, y en agosto avanzaron 45 millas dentro del país desde la frontera con Vietnam del Norte, el cual envió cientos de miles de regulares contra los laosianos que retrocedieron.

### 1967
Los comunistas continuaron con su avance en la citada llanura en 1967. Las victorias laosianas eran pocas y estaban muy lejanas, al igual que el fin de la guerra, lo cual era muy crítico con el soporte aéreo para la Real Fuerza Aérea de Laos. En diciembre, la guerrilla y el ejército norvietnamita lanzaron su ofensiva y la 316.ª División de Infantería fue enviada a Laos de inmediato; los ataques aéreos de estadounidenses, laosianos y survietnamitas continuaron sobre el Sendero de Ho Chi Minh, los B-52 hicieron 1.718 vuelos sobre el área, más que el triple del máximo del año anterior. 

### 1968
El 12 de enero de 1968, el Pathet Lao y el Ejército de Vietnam del Norte lanzaron su ofensiva contra el gobierno laosiano en la región de Nam Bac, habitada por diez mil personas. Pocas semanas después, en la mayoría de las ciudades importantes de Vietnam del Sur, el Vietcong desató la Ofensiva del Tet; y en Laos los rebeldes avanzaron en el norte del país, atacando tanto tropas laosianas como pequeñas bases estadounidenses (por ejemplo, la base Lima Site 85), teniendo éxito. En noviembre se lanzó una gran campaña aérea sobre el camino a lo largo de la ruta hacia Vietnam del Sur; la Operación Comando Cazador (Commando Hunt) que continuó hasta 1972. 

### 1969
El 23 de marzo, el Real Ejército de Laos atacó a los comunistas en el Páramo de las Tinajas, apoyado por unidades aéreas estadounidenses. En junio continuaban aun los ataques, y en agosto las tropas laosianas recuperaron el terreno que estaba perdido. En esas operaciones, la Fuerza Aérea de Estados Unidos hizo cientos de misiones Barrel Roll, pero luego fueron canceladas por su escasa efectividad. La guerrilla fue apoyada por el 174.º Regimiento de Voluntarios del ejército norvietnamita, por lo que el 11 de febrero empezaron la ofensiva de la Campaña 139. De este modo, el Real Ejército de Laos abandonó la ciudad de Xieng Khoang el 25 de febrero y Long Thieng fue tomado por el Pathet Lao el 18 de marzo. 

### 1970
Al inicio de 1970 tropas de refuerzo norvietnamitas avanzaron hacia el norte de Laos. La Fuerza Aérea de EE. UU. (USAF) usó los aviones B-52, el 17 de febrero, las bombas que hicieron blanco en esa región y el avance enemigo detuvo a los refuerzos laosianos por lo que el resto del año fue un “vaivén” de la campaña militar. El 1 de mayo los regimientos 24 A y 28 del ejército norvietnamita se unieron a la guerrilla para tomar Attopeu. Los comunistas movían material bélico y elementos por el Sendero de Ho Chi Minh durante todo el año. La guerra fracasada de Estados Unidos iba reduciendo la moral de sus autoridades en Washington D. C., pues sus objetivos en el sureste asiático no tenían el éxito propuesto, reduciéndose el número de misiones de combate de la USAF, tras haberse decidido la progresiva retirada de unidades.

### 1971: Operación Lam Son, y contraofensiva (Campaña Z)
Según Massot, V. (2015), el sucesor de Mc Namara en el cargo de Secretario de Defensa de Estados Unidos, Clark Clifford, confeso haber encontrado, al momento de hacerse cargo de sus funciones, solo una serie de restricciones: no podía contemplarse la posibilidad de invadir Vietnam del Norte, ni tampoco, abiertamente, Laos y Camboya. Henry Kissinger, en sus Memorias, comenta que el presidente Nixon (en funciones entre 1969-1972) había presionado al mando estadounidense para planear nuevas estrategias, y estos solo pudieron pensar en reanudar los bombardeos. Sin embargo, tras el inicio de la retirada progresiva de las tropas norteamericanas de Vietnam (la llamada Vietnamizacion del conflicto), y tras el significante apoyo logístico de Vietnam del Norte a la guerrilla, Vietnam del Sur lanzó la Operación Lam Son 719 (8 de febrero de 1971) para invadir Laos. El apoyo aéreo estadounidense fue importante, pero el 25 de febrero las tropas norvietnamitas contraatacaron; el ejército survietnamita se retiró de Laos después de perder la mitad de sus efectivos.  
El 18 de diciembre fuerzas combinadas de Vietnam del Norte y el Pathet Lao lanzaron la contraofensiva (Campaña Z) en el llamado Páramo de las Tinajas, para reconquistar la zona. Las fuerzas que emplearon incluye las divisiones 312 y 316, los regimientos de infantería 335 y 866, y seis batallones de artillería y tanques; ciudades como Xam Thong y Long Thieng cayeron en su poder. El regimiento 968 de infantería y el Pathet Lao tomaron el bajo Laos, liberando la meseta de Bolaven. 

### 1972
Durante el periodo 1971-1972 las fuerzas subversivas y norvietnamitas estuvieron en posiciones defensivas y lucharon por el control permanente del Páramo de las Tinajas. Las unidades participantes incluyeron a la 316 División de Infantería; los regimientos 88, 335 y 886, y nueve batallones de ramas especiales bajo el mando del teniente coronel Le Linh. Otros siete batallones guerrilleros también participaron; el 31 de mayo el Real Ejército de Laos atacó la llanura en una batalla que duró, de forma prolongada, 170 días. Los comunistas afirmaron haber matado 1.200 hombres y tomar 80 prisioneros. 
El 30 de marzo de 1972, el Ejército Popular de Vietnam del Norte lanzó en territorio de Vietnam del Sur la Ofensiva Nguyen Hue, conocida en occidente como la Ofensiva de Pascua, que fue clave para los comunistas. En ese entonces, el apoyo aéreo de los Estados Unidos en ese país y en Laos alcanzó su punto más bajo desde 1965. En el norte de Laos, los comunistas hicieron victorias adicionales durante el resto del año, quebrando abruptamente las fuerzas gubernamentales. En noviembre, el Pathet Lao estuvo de acuerdo con los representantes del gobierno para discutir el cese de fuego.

### 1973: retirada estadounidense

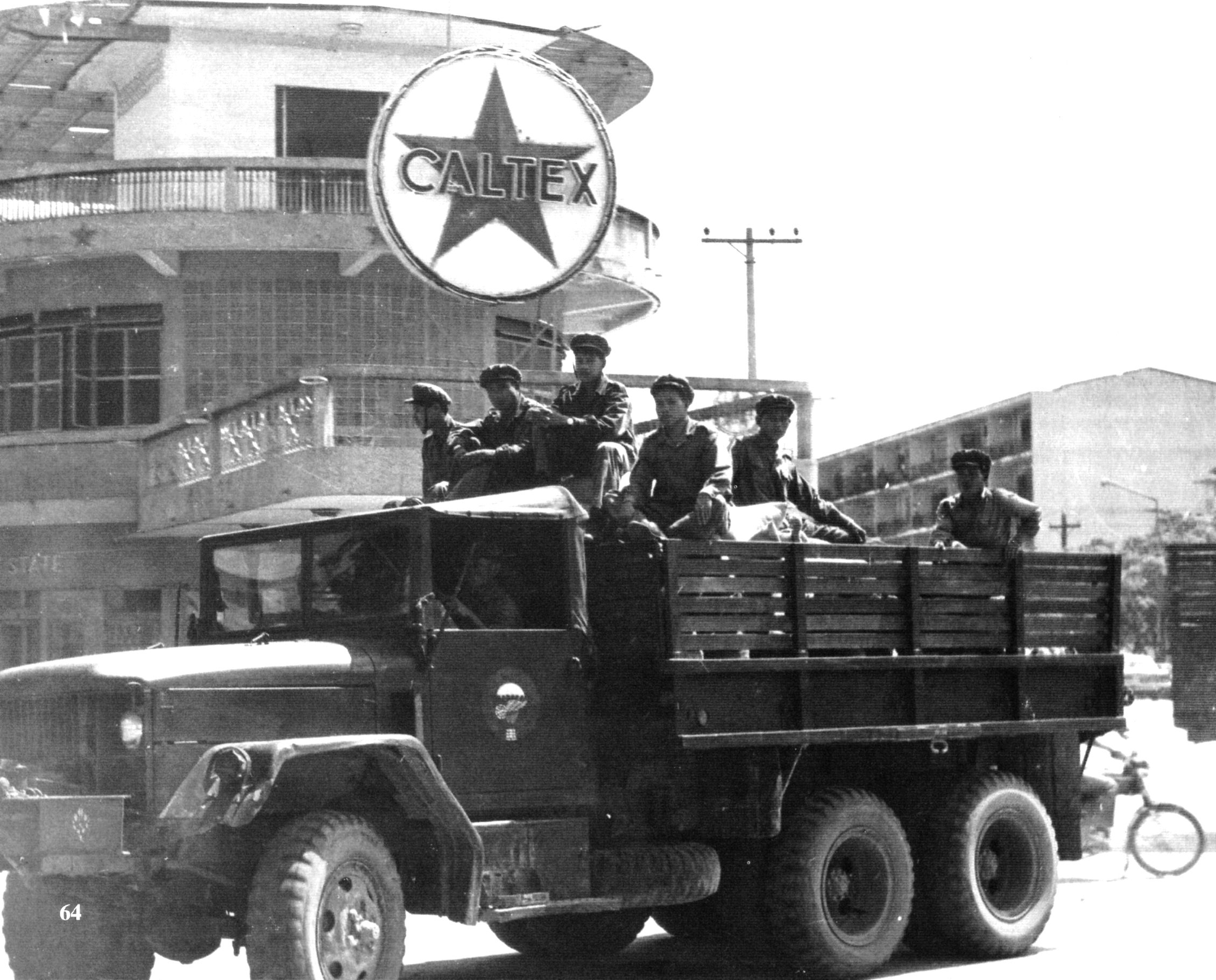
Soldados del Pathet Lao en Vientián en 1973.

La retirada estadounidense de Laos en 1973 fue estimulada por el Acuerdo de Paz de París del 27 de enero. Vietnam del Norte no requirió remover a sus fuerzas bajo los términos del tratado, y el gobierno nacional en Laos fue forzado a aceptar a miembros del Pathet Lao para que formaran parte del gobierno. En 1975, las fuerzas subversivas y norvietnamitas atacaron las últimas estructuras de gobierno, ocupando totalmente la capital el 23 de agosto. Una vez en el poder, el Pathet Lao proclamó la República Democrática Popular de Laos, derrocando a la monarquía constitucional, y en 1979 se transformó en el Partido Popular Revolucionario de Laos (PPRL).

### Después del final de la guerra
Las minas antipersonas que fueron lanzadas masivamente por la Fuerza Aérea de los EE. UU. continuaron causando muchas bajas mucho tiempo después del final de la guerra. Con una tasa de no explosión del 20% al 30% en el impacto, permanecieron dispersos en la mayor parte del país, cobrándose entre varios cientos y hasta veinte mil víctimas al año, con una tasa de mortalidad de alrededor del 50%. Varios países prestaron asistencia a la República Democrática Popular Lao, incluida la creación del Grupo Consultivo sobre Minas (MAG), con sede en el Reino Unido. Sin embargo, la prensa británica señala que los Estados Unidos se negaron a revelar al MAG las "instrucciones y procedimientos de desactivación", todavía clasificadas como secreto de defensa a principios de la década de 2000.
En la primavera del año 2000, el entonces presidente de Estados Unidos, Bill Clinton, visitaba Vietnam, la primera vez desde tiempos de la guerra (el último presidente de Estados Unidos que lo había hecho fue Nixon). Coincidiendo con la visita, desclasificaban datos de la Fuerza Aérea (USAF) del periodo 1964-1973, acerca de los bombardeos en Indochina en ese periodo (Laos, Vietnam y Camboya). Con esta acción, Clinton buscaba proveer información sobre el lugar y la cantidad de material sin detonar, y así asistir en su desactivación. Mayormente, se trataba de lugares como granjas en el interior del país, que se había cobrado muchas vidas de campesinos y había dejado grandes áreas sin posibilidad de explotación económica.